# COMSOL Multiphysics
COMSOL Multiphysics är en svenskutvecklad mjukvara för modellering och simulering med hjälp av finita elementmetoden. Mjukvaran kan simulera olika sorters fysik och även kopplade fenomen, så kallat multifysik. Mjukvaran kan användas med operativsystemen Windows, Mac och Linux. Paketet innehåller grafiska gränssnitt för att simulera olika sorters fysikaliska fenomen, men det finns också en möjligheten att direkt redigera eller att definiera en partiell differentialekvation som används för att beskriva beräkningsmodellen matematiskt. Mjukvaran lanserades år 1998 och hette då FEMLAB, men år 2005 byttes namnet till COMSOL Multiphysics.

## Historia
COMSOL startades år 1986 i Stockholm av Svante Littmarck och Farhad Saeidi. De båda var då doktorander vid Kungliga Tekniska högskolan. Fram till mitten av 2000-talet hade COMSOL en nordisk agenturverksamhet för MATLAB. 1998 lanserades den första versionen av den egenutvecklade mjukvaran COMSOL Multiphysics och en internationell expansion startade. 

## Produkter

### COMSOL Multiphysics
COMSOL Multiphysics är en mjukvarumiljö för modellering och simulering av fysikaliska system. Produkten används till exempel för att simulera värmeöverföring, elektromagnetism, mekanik, strömningsmekanik, akustik och kemi. En speciell styrka är förmågan att ta hänsyn till kopplade fenomen, vilket kallas multifysik. Ett grafiskt gränssnitt leder användaren genom hela modelleringsgången. Oavsett vilken fysik som simuleras används alltid samma mjukvarumiljö. En geometri kan skapas med inbyggda ritverktyg eller genom import av CAD-filer. Fördefinierade gränssnitt för olika sorters fysik gör att användaren inte behöver definiera den partiella differentialekvationen, utan matar istället in materialegenskaper och randvillkor för just den valda fysiksorten. Det finns även möjlighet att definiera egna partiella differentialekvationer eller att modifiera de fördefinierade gränssnittens ekvationer. Mjukvaran har inbyggd funktionalitet för att skapa ett beräkningsnät (mesh) och det finns möjlighet att importera en mesh från andra mjukvaror. COMSOL Multiphysics innehåller olika lösare för att numeriskt lösa de partiella differentialekvationerna. Med flexibla visualiseringsverktyg kan resultaten åskådliggöras efter behov. 
Alla modeller i COMSOL Multiphysics kan omvandlas till skräddarsydda applikationer med egna gränssnitt med hjälp av  Application Builder. Applikationerna innehåller typiskt enbart parametrar som är relevanta för en specifik tillämpning och de kan köras av en person som inte har erfarenhet eller kunskap om simuleringar med finita elementmetoden.

### COMSOL Server
COMSOL Server används för att distribuera skräddarsydda applikationer som har utvecklats med Application Builder. Med COMSOL Server kan applikationerna köras via en COMSOL-klient för Windows eller i Google Chrome, Mozilla Firefox, Internet Explorer, Safari, eller någon annan webbläsare. 